# Ivan Štironja
Ivan Štironja (ur. 10 maja 1960 w Pješivacu) – czarnogórski bośniacki duchowny katolicki, biskup diecezjalny kotorski w latach 2021–2023, biskup diecezjalny Poreč i Pula w Chorwacji od 2023.

## Życiorys

### Prezbiterat
Święcenia kapłańskie otrzymał 29 czerwca 1986. Przez kilka lat pracował w Tanzanii i Kanadzie. W latach 1999–2011 był proboszczem katedry w Mostarze, a przez kolejne pięć lat był krajowym dyrektorem Papieskich Dzieł Misyjnych. W 2016 mianowany rektorem sanktuarium Najśw. Serca Jezusowego w Studenci.

### Episkopat
22 grudnia 2020 papież Franciszek mianował go biskupem diecezjalnym Kotoru. Sakry udzielił mu 7 kwietnia 2021 arcybiskup Marin Barišić. Ingres do katedry w Kotorze odbył 27 kwietnia 2021.
31 stycznia 2023 papież Franciszek przeniósł go na urząd biskupa diecezjalnego Poreč i Pula w Chorwacji.